# Actinopyga flammea
Actinopyga flammea is een zeekomkommer uit de familie Holothuriidae.
De wetenschappelijke naam van de soort werd in 1979 gepubliceerd door Gustave Cherbonnier.